# Turniej o Łańcuch Herbowy Miasta Ostrowa Wielkopolskiego 2004
Turniej o Łańcuch Herbowy Miasta Ostrowa Wielkopolskiego 2004 – turniej żużlowy, rozegrany po raz 52. w Ostrowie Wielkopolskim, w którym zwyciężył Polak Krzysztof Słaboń.

## Wyniki
- Ostrów Wielkopolski, 17 października 2004
- Sędzia: Jerzy Mądrzak

| Msc. | Zawodnik                  | Państwo      | Pkt   |             |  |
| ---- | ------------------------- | ------------ | ----- | ----------- |  |
| 1    | Krzysztof Słaboń          | Wrocław      | 14    | (3,2,3,3,3) |  |
| 2    | Piotr Protasiewicz        | Toruń        | 13    | (1,3,3,3,3) |  |
| 3    | Grzegorz Walasek          | Częstochowa  | 12    | (3,3,2,1,3) |  |
| 4    | Robert Miśkowiak          | Wrocław      | 11 +3 | (2,3,3,2,1) |  |
| 5    | Tomasz Jędrzejak          | Ostrów Wlkp. | 11 +2 | (3,1,3,1,3) |  |
| 6    | Artur Pietrzyk            | Ostrów Wlkp. | 10    | (3,3,1,1,2) |  |
| 7    | Adam Fajfer               | Ostrów Wlkp. | 8     | (2,0,1,3,2) |  |
| 8    | Maciej Kuciapa            | Rzeszów      | 8     | (0,2,2,2,2) |  |
| 9    | Adrian Miedziński         | Toruń        | 7     | (1,2,2,2,0) |  |
| 10   | Sebastian Ułamek          | Częstochowa  | 6     | (2,1,2,0,1) |  |
| 11   | Łukasz Jankowski          | Leszno       | 5     | (0,2,0,3,d) |  |
| 12   | Tomasz Rempała            | Rzeszów      | 4     | (2,0,0,2,0) |  |
| 13   | Piotr Świderski           | Wrocław      | 4     | (0,0,1,1,2) |  |
| 14   | Piotr Dym                 | Ostrów Wlkp. | 4     | (1,1,1,0,1) |  |
| 15   | Adrian Gomólski           | Gniezno      | 2     | (1,0,0,0,1) |  |
| 16   | Karol Ząbik               | Toruń        | 1     | (0,1,0,t,–) |  |
| 17   | rez. Sebastian Brucheiser | Ostrów Wlkp. | 0     | (0)         |  |
| 17   | rez. Bartosz Kwiatkowski  | Ostrów Wlkp. | 0     | (0)         |  |

Bieg po biegu:
1. Słaboń, Ułamek, Dym, Ząbik
2. Walasek, Miśkowiak, Protasiewicz, Kuciapa
3. Pietrzyk, Fajfer, Miedziński, Świderski
4. Jędrzejak, Rempała, Gomólski, Jankowski
5. Walasek, Jankowski, Ułamek, Fajfer
6. Miśkowiak, Miedziński, Ząbik, Rempała
7. Protasiewicz, Słaboń, Jędrzejak, Świderski
8. Pietrzyk, Kuciapa, Dym, Gomólski
9. Miśkowiak, Ułamek, Świderski, Gomólski
10. Jędrzejak, Walasek, Pietrzyk, Ząbik
11. Słaboń, Kuciapa, Fajsfer, Rempała
12. Protasiewicz, Miedziński, Dym, Jankowski
13. Protasiewicz, Rempała, Pietrzyk, Ułamek
14. Jankowski, Kuciapa, Świderski, Ząbik (t)
15. Słaboń, Miedziński, Walasek, Gomólski
16. Fajfer, Miśkowiak, Jędrzejak, Dym
17. Jędrzejak, Kuciapa, Ułamek, Miedziński
18. Protasiewicz, Fajfer, Gomólski, Kwiatkowski (Ząbik ns)
19. Słaboń, Pietrzyk, Miśkowiak, Jankowski (d)
20. Walasek, Świderski, Dym, Rempała
21. Bieg o 4. miejsce: Miśkowiak, Jędrzejak